# 天蝎座V918
天蝎座V918，又名CD-4211399，HD 149404、SAO 226953、HR 6164，是天蝎座的一颗恒星，视星等为5.47，位于銀經340.54，銀緯3.01，其B1900.0坐标为赤經16h 29m 20.4s，赤緯-42° 3.01′ 8″。